# Xã West Bend, Quận Palo Alto, Iowa
Xã West Bend (tiếng Anh: West Bend Township) là một xã thuộc quận Palo Alto, tiểu bang Iowa, Hoa Kỳ. Năm 2010, dân số của xã này là 934 người.